# Pánico de 1819
El Pánico de 1819 fue la primera crisis financiera generalizada y duradera en los Estados Unidos que frenó la expansión hacia el oeste en el Cinturón del Algodón y fue seguida por un colapso general de la economía estadounidense que persistió hasta 1821. El Pánico anunció la transición de la nación desde su estatus comercial colonial con Europa hacia una economía independiente.
Aunque la recesión fue impulsada por los ajustes del mercado mundial tras las Guerras Napoleónicas, su gravedad se vio agravada por la excesiva  especulación en tierras públicas, alimentada por la emisión desenfrenada de papel moneda por parte de bancos y empresas.
El Segundo Banco de los Estados Unidos (SBUS), profundamente implicado en estas prácticas inflacionistas, trató de compensar su laxitud en la regulación del mercado crediticio de los bancos estatales iniciando una fuerte reducción de los préstamos por parte de sus sucursales del oeste, a partir de 1818. Al no poder suministrar oro de su reserva de oro cuando el SBUS les presentaba sus propios billetes para su reembolso, los bancos estatales empezaron a embargar las granjas y propiedades comerciales que habían financiado y que estaban fuertemente hipotecadas. El pánico financiero resultante, junto con una repentina recuperación de la producción agrícola europea en 1817, provocó quiebras generalizadas y desempleo masivo. El desastre financiero y la recesión provocaron el resentimiento popular contra la banca y las empresas, junto con la creencia general de que la política económica del gobierno federal era fundamentalmente defectuosa. Los estadounidenses, muchos por primera vez, se comprometieron políticamente para defender sus intereses económicos locales.
El Nuevos Republicanos y su Sistema americano -protección arancelaria, mejoras internas, y el SBUS- fueron expuestos a fuertes críticas, provocando una vigorosa defensa.

## Reajustes europeos de posguerra y la economía estadounidense: 1815-1818
Estados Unidos y el Reino Unido firmaron el Tratado de Gante el 24 de diciembre de 1814, poniendo fin a la Guerra de 1812. El gobierno británico renunció efectivamente a su esfuerzo por imponer políticas mercantilistas a los Estados Unidos, preparando el camino para el desarrollo del libre comercio y la apertura de la vasta frontera occidental de América.
Europa atravesaba un periodo de desorganización al reajustarse a la producción y el comercio en tiempos de paz tras las Guerras Napoleónicas. El efecto general fue un descenso de los precios en todo el mundo occidental, debido a la escasez de oro y plata specie. Gran Bretaña había adelantado su capacidad industrial para satisfacer plenamente sus demandas en tiempos de guerra, pero la Europa continental de posguerra estaba temporalmente demasiado devastada para absorber los excedentes de productos manufacturados británicos. Además, la producción agrícola europea, agotada por los años de guerra, era incapaz de alimentar a su propia población. La economía de Estados Unidos no era inmune al caos que afligía a Europa, y ahí estaban las raíces del Pánico de 1819.
Los fabricantes estadounidenses se enfrentaron a los mercados de Estados Unidos inundados de productos británicos, producidos por trabajadores mal pagados y con precios muy por debajo de las tarifas competitivas, lo que obligó a muchas fábricas a abandonar el negocio. La Europa continental, con su producción agraria paralizada por la reciente guerra, ofrecía nuevos mercados para los cultivos básicos estadounidenses, especialmente el algodón, el trigo, el maíz y el tabaco. Al dispararse los precios de los productos agrícolas, se produjo un boom agrario especulativo de la tierra en el sur y el oeste de Estados Unidos, alentado por las condiciones liberales de las ventas de tierras públicas del gobierno. "Toda la economía estadounidense de la posguerra" observó el historiador George Dangerfield estaba "basada en un boom de la tierra". La burbuja inflacionaria creció de 1815 a 1818, ocultando las tendencias deflacionarias generales de los precios mundiales.

## La banca no regulada y los imperativos de la empresa republicana
Con el fracaso de la renovación del Primer Banco de los Estados Unidos en 1811, cesó la influencia reguladora sobre los bancos estatales. Los republicanos favorables al crédito -empresarios, banqueros, agricultores- adaptaron los principios financieros del laissez-faire a los preceptos del libertarismo político jeffersoniano-equipando la especulación de la tierra con el "individualismo rudo" y el espíritu fronterizo. Los intereses bancarios privados y sus aliados trataron de eludir o resistir cualquier amenaza a la rentabilidad de sus empresas locales, incluida la influencia reguladora de un banco gubernamental que limitaba el crédito fácil. A continuación se produjo una enorme expansión de la banca estatal, con un aumento de las instituciones autorizadas de 88 en 1811 a 208 en 1815, principalmente en los estados del Atlántico medio.
Durante la Guerra de 1812 (1812-1815) con el Reino Unido, el gobierno estadounidense recurrió a estos nuevos bancos para obtener préstamos, fomentando la proliferación de papel moneda. Esta práctica tendía a desplazar la especie hacia el aparato bancario de Nueva Inglaterra, más conservador a la hora de conceder préstamos, agotando las reservas de dinero duro de los bancos más nuevos. En respuesta, el gobierno estadounidense consintió en una suspensión de los pagos en especie de los bancos estatales con el fin de prolongar los préstamos liberales en tiempos de guerra. El acuerdo persistió en el período posterior a la guerra, permitiendo que los bancos antiguos y nuevos prestaran de forma rentable sin tener en cuenta sus reservas de dinero duro. Una burbuja especulativa se formó como resultado de estas prácticas inflacionistas, amenazando la salud de la economía.
Hacia 1814, se escucharon llamamientos a favor de un nuevo banco central y de la reanudación de los controles reguladores por parte de poderosos capitalistas y nacionalistas económicos en la dirección del partido republicano.

## Resurrección del Banco de los Estados Unidos

### El "Sistema Americano"
El  partido demócrata-republicano se encontró con el control del gobierno nacional con el colapso del partido federalista al final de la Guerra de 1812. Algunos de los preceptos agrarios tradicionales jeffersonianos -especialmente la construcción estricta de la Constitución- se habían suavizado debido a las dificultades surgidas durante la guerra por la falta de infraestructuras, la banca no regulada y la escasez de material manufacturado, así como la perspectiva de desarrollar los vastos recursos naturales con la expansión hacia el oeste. Una leve perspectiva nacionalista se impuso entre los "nuevos republicanos", neofederalistas liderados por el presidente de la Cámara Henry Clay y el congresista John C. Calhoun. Un programa en tres partes apodado sistema americano, que incorporaba algunos de los proyectos de Hamiltonianos defendidos por los federalistas, proponía "crear una economía estable a través de un sistema bancario centralizado, estimulado por una red de transporte y comunicación cada vez más amplia, a través de la cual las manufacturas nacionales podrían llegar a todas las partes de la Unión".
Los defensores del Sistema Americano pedían un tarifa protectora para fomentar las manufacturas, un programa financiado por el gobierno federal para mejoras internas y una reactivación del Primer Banco de los Estados Unidos para regular las finanzas.

### Astor, Girard, Parish
En el crisol de la Guerra de 1812, el Tesoro de los Estados Unidos se vio obligado a ofrecer 16 millones de dólares en bonos de guerra del gobierno para evitar la bancarrota debido a los costes militares y la pérdida de ingresos en tiempos de guerra.
El financiero Stephen Girard, el magnate de los negocios John Jacob Astor y el comerciante David Parish compraron estos valores del gobierno y rescataron el crédito de la nación. A través de su influencia, y en alianza con los congresistas republicanos John C. Calhoun y Henry Clay, trataron de aumentar su inversión proponiendo que los títulos fueran canjeables por acciones de un nuevo banco central, el Segundo Banco de los Estados Unidos. (SBUS).
El secretario de Estado James Monroe apoyó la iniciativa del nuevo banco,> deseando vincular a estas figuras empresariales de gran prestigio y pro-republicanas a las operaciones financieras del gobierno. Los republicanos del sur y del oeste se unieron a los intereses económicos de los estados del Atlántico medio. El congresista pro-SBUS John C. Calhoun argumentó con fuerza que el gobierno federal tenía la obligación constitucional de regular el crédito bancario como parte de la oferta monetaria nacional. En enero de 1816, presentó un proyecto de ley de constitución en la Cámara de Representantes para un banco gubernamental (que se convertiría en el Segundo Banco de los Estados Unidos). La medida fue aprobada por el Congreso y firmada por el presidente James Madison en abril de 1816.
La oposición al Banco provenía de dos frentes: los ortodoxos Tertium quids (o "Viejos Republicanos") que consideraban reflexivamente que una ampliación del gobierno central era un asalto a la libertad personal y una violación del agrarismo jeffersoniano, y los intereses de la banca privada con sede en el estado, que estaban a favor del papel moneda pero consideraban que la regulación federal de las operaciones bancarias locales era antirrepublicana. Estas ideologías e intereses se enfrentarían al banco central durante la administración de Andrew Jackson (1829-1837), estallando en una Guerra bancaria que destruiría la institución en 1833.
El Segundo Banco de los Estados Unidos comenzó a operar en enero de 1817 bajo una carta de veinte años.

### Expectativas neofederalistas para el banco central
El resurgimiento del Banco de los Estados Unidos tenía dos objetivos principales: primero, revertir las prácticas inflacionarias de la posguerra de los bancos con sede en el estado, induciendo la reanudación de la convertibilidad, y segundo, ampliar las oportunidades del hombre común para adquirir crédito bancario, promoviendo la empresa y una expansión ordenada y rentable hacia el oeste.
El mecanismo de regulación del SBUS residía en sus funciones fiscales como depositario del Departamento del Tesoro de Estados Unidos. Como tal, el banco aceptaba papel moneda estatal circulante de particulares, empresas e importadores cuando pagaban impuestos o tasas aduaneras. El banco central acreditaba inmediatamente estos pagos al Tesoro estadounidense con sus propias reservas metálicas. El SBUS, a su vez, preveía que los bancos estatales que habían emitido el papel moneda canjearían, bajo demanda, su moneda con oro y plata - "convertibilidad"- reembolsando al banco gubernamental.
Para seguir siendo solventes, los bancos estatales deberían limitar sus préstamos de papel moneda, por muy rentables que fueran, para no permitir que el SBUS se convirtiera en un acreedor importante y agotara sus reservas de billetes. De no ser así, el Segundo Banco de los Estados Unidos, en teoría, dejaría de honrar los billetes de aquellas instituciones financieras que se negaran a liquidar rápidamente sus cuentas gubernamentales con dinero contante y sonante, una receta para la quiebra.
La influencia directa del banco central en los préstamos inflacionistas se limitaba a los bancos autorizados cuyo papel moneda se utilizaba ampliamente para remitir fondos al gobierno (es decir, pagos de impuestos y derechos). 
El SBUS y sus sucursales tenían poco o ningún control directo sobre el papel comercial emitido por las entidades de préstamo no autorizadas: "Todo lo que se necesitaba para fundar un banco... eran planchas, prensas y papel; 'una iglesia, una taberna, una herrería' serían un sitio adecuado"." Estas operaciones de crédito no reguladas "interpenetrarían hasta cierto punto" el sistema bancario regulado, especialmente en las regiones de wildcat banking.

## Previo al pánico: 1816-1818
El presidente de los Estados Unidos James Madison y el secretario del Tesoro Alexander Dallas aprobaron plenamente la elevación de William Jones-uno de los directores del Banco nombrados por el gobierno federal- a presidente del SBUS en octubre de 1816. Jones, antiguo miembro del gabinete de Madison, debía su ascenso más a su perspicacia política que a sus habilidades como banquero. El financiero y codirector Stephen Girard estaba preocupado por el ascenso de Jones, ya que pensaba que nunca podría dirigir el banco de forma desinteresada, y el empresario John Jacob Astor dudaba de la capacidad de Jones para ejercer los poderes reguladores del banco de forma eficaz.
Jones amplió generosamente los recursos de la institución de acuerdo con la "exuberancia nacional" de la posguerra, generando grandes dividendos para sus accionistas. Su administración del banco resonaba con la política indulgente del Secretario Crawford con respecto a los ingresos de tierras públicas en forma de escritura de banco fletado cuando la especie era escasa a nivel nacional.

### Retrasos y compromisos para el SBUS
El Segundo Banco de los Estados Unidos comenzó a operar en enero de 1817 como agente fiscal del Tesoro de los Estados Unidos. Después del 20 de febrero de 1817, el SBUS estaba programado para comenzar a recibir todos los ingresos del gobierno en moneda de curso legal, tal como lo exigía su carta.
La escasez de dinero duro prevalecía porque las exportaciones estadounidenses superaban a las importaciones y las fuentes de oro y plata peruanas y mexicanas no lograban reponer las reservas de especies. Debido a esta escasez, los términos de la constitución del banco preveían que los suscriptores privados invirtieran con una combinación de moneda metálica y acciones del gobierno. Además, los directores del Banco les concedieron una indulgencia que eximía de hecho del requisito de la moneda metálica: en última instancia, se permitió a los inversores comprar acciones del Banco con la garantía de las propias acciones. De acuerdo con las directrices de su carta, se esperaba que el SBUS adquiriera especies por un total de 28 millones de dólares para el momento en que abriera sus puertas; pero con sólo 2 millones de dólares asegurados cuando inició sus operaciones, el banco se vio obligado a comprar especies a tasas usurarias en los mercados financieros de Londres en 1817 y 1818, sobrecargando el crédito del SBUS.
A medida que se acercaba la fecha límite del 20 de febrero para reanudar la convertibilidad, los bancos privados (es decir, los fletados por el Estado) se negaron a cooperar con los funcionarios del SBUS, reacios a someterse a la influencia reguladora del banco central y a disminuir los grandes beneficios derivados de la emisión de papel no canjeable. El 1 de febrero de 1817, una asociación de banqueros de Pensilvania, Nueva York, Maryland y Virginia se reunió con el nuevo Secretario del Tesoro William H. Crawford y con el presidente del SBUS, William Jones, y acordaron un compromiso que socavaba la capacidad del banco central para hacer valer su papel de acreedor de los bancos privados.
Los directores del SBUS, con el imprimátur del Secretario Crawford, prometieron abstenerse de cobrar los depósitos públicos mantenidos en los bancos estatales hasta el 1 de julio de 1817. Además, acordaron ampliar en gran medida el crédito del banco -con un descuento de 6 millones de dólares- antes de proceder a cobrar la deuda pública de las instituciones estatales. En efecto, el banco central transformó a los bancos privados en sus acreedores, invitándoles a sacar especies de las reservas del SBUS meses antes de que el Banco de los Estados Unidos asumiera sus funciones reguladoras. Bajo estos "términos ominosos" el banco se puso en marcha-su éxito operativo ya estaba en riesgo.

### Los préstamos de las sucursales del SBUS y el auge de las tierras fronterizas
Las dieciocho sucursales del SBUS en 1817 operaban con poca supervisión de la sede de Filadelfia, ni del Tesoro de los Estados Unidos. Esta política provenía en parte de una filosofía social que prevalecía entre los republicanos durante la Era de los buenos sentimientos, que deseaba republicanizar las prácticas crediticias y fomentar la migración hacia el oeste.
El gobierno de los Estados Unidos fomentó el asentamiento de estas tierras ofreciendo tierras públicas a 2 dólares por acre (160 acres como mínimo), aunque las subastas tendieron a retrasar las ventas y elevaron ligeramente los precios. Las condiciones exigían un pago inicial de una cuarta parte del coste total y el resto en cuatro pagos anuales. Si no se pagaba en su totalidad en cinco años, se confiscaba. La deuda de tierras públicas se disparó de 3 millones de dólares en 1815 a 17 millones en 1818.
El Tesoro de los Estados Unidos aceptaba los pagos de tierras en forma de billetes emitidos por los bancos estatales del oeste y del sur. Estas instituciones a menudo carecían de suficientes reservas de especies para respaldar su crédito enormemente sobredimensionado. Mientras el auge de la tierra continuó, el Departamento del Tesoro se vio obligado a aceptar billetes depreciados para sus ventas de tierras públicas, socavando los esfuerzos del gobierno para pagar la deuda de guerra, pero sirviendo para evitar la quiebra de los bancos privados.
A medida que las sucursales del Oeste y del Suroeste emitían en exceso sus billetes del SBUS a los agricultores y especuladores del boom de la tierra, trataban de reponer sus reservas de especias canjeando sus propios billetes por dinero duro en las sucursales del SBUS del Norte y del Este, para alimentar otro ciclo de préstamos excesivos.
Los bancos sucursales del SBUS, emulando a sus homólogos salvajes, inyectaron tal cantidad de su propio papel moneda en la circulación que anularon su capacidad reguladora: no podían exigir impunemente pagos en especie a los bancos estatales que tenían depósitos del público sin que se les presentara a cambio su propio guion de convertibilidad.
Antes del Pánico, estas precarias condiciones económicas -una manifestación de "rápida expansión, especulación y banca salvaje"-prevalecían en el Sur y el Oeste, donde el colapso económico sería más grave.
En julio de 1818, el Segundo Banco de los Estados Unidos tenía pasivos a la vista que superaban los 22,4 millones de dólares, mientras que su fondo de especies era de 2,4 millones de dólares, una proporción de 10:1 y el doble de la proporción de 5:1 que se consideraba sostenible.

## Pánico "precipitado"[81]
El inicio del pánico financiero ha sido descrito de diversas maneras como "desencadenado", "pinchado" o "precipitado" por el Segundo Banco de los Estados Unidos cuando inició una fuerte contracción del crédito a partir del verano de 1818.
La erupción del Monte Tambora en 1815 había creado el Año sin verano, provocando el fracaso de la agricultura europea ese año. El vínculo entre el auge de las tierras fronterizas y los mercados de ultramar para los productos básicos se reveló de forma dramática en 1817, cuando Europa finalmente se recuperó de su escasez de cosechas de posguerra y comenzó a producir cosechas abundantes. Los plantadores y agricultores estadounidenses, que habían ampliado la producción para explotar la demanda europea, descubrieron que los precios agrícolas disminuían a la mitad, incluso cuando la producción aumentaba. Las plantaciones del suroeste quedaron devastadas cuando Gran Bretaña comenzó a aumentar sus importaciones de algodón de las Indias Orientales como medio para evitar la compra del algodón estadounidense, de alto precio. La India no sólo disfrutaba de una temporada de cultivo más larga y de un menor coste de flete para Gran Bretaña, sino también de más tierras dedicadas al algodón que toda la Compra de Luisiana. Tench Coxe, un economista político de Pensilvania y delegado en el Congreso Continental, advirtió del "mal sustancial" que suponía la rivalidad creada por la competencia extranjera. Coxe ha sido apodado por muchos como el "padre de la industria algodonera estadounidense". El valor del algodón comenzó a tambalearse en 1818, amenazando con hacer estallar la burbuja especulativa. Se indicó una contracción general de los préstamos en respuesta a estos acontecimientos en Europa.
En agosto de 1818, con el crédito peligrosamente sobredimensionado, las sucursales de la BUS comenzaron a rechazar todos los billetes de banco fletados por el Estado bajo la dirección de William Jones. Se hicieron excepciones para los billetes utilizados como pagos de ingresos al Tesoro de los Estados Unidos. En octubre de 1818, el Tesoro de los Estados Unidos exigió una transferencia de 2 millones de dólares en especie del BUS para redimir los bonos de la Compra de Luisiana.
Los bancos estatales del Oeste y del Sur, incapaces de proporcionar la especie requerida, comenzaron a reclamar sus préstamos sobre las tierras fuertemente hipotecadas que habían financiado. Los agricultores y especuladores con poco dinero se encontraron con que el valor de sus tierras había caído entre un 50% y un 75%. Los bancos comenzaron a ejecutar las propiedades y a transferirlas a su acreedor: el Segundo Banco de los Estados Unidos.
Cuando en enero de 1819 llegó la noticia de que el valor del algodón se había desplomado -caída del 25% en un solo día-, el pánico consiguiente llevó al país a la recesión. Williams Jones dimitió de su cargo de presidente del BUS y fue sustituido por el carolino del sur Langdon Cheves.

### Reacción del  BUS al pánico
La política de restricción limitada iniciada por William Jones fue aplicada rigurosamente por su sucesor, el ex congresista de Carolina del Sur, Langdon Cheves. Entre sus promotores estaban el presidente James Monroe, los directores del BUS Stephen Girard y Nicholas Biddle y aquellos accionistas que querían una dirección del Banco fiscalmente conservadora e inmune a la influencia política.
La política monetaria restrictiva que Cheves aplicó -un esfuerzo de principios para hacer frente al desastre financiero- tuvo el efecto de profundizar la depresión, socavando la recuperación que ya estaba en marcha. A través de la legislación de alivio de la deuda de tierras públicas, Cheves consiguió reducir la deuda de tierras del banco en 6 millones de dólares en el plazo de un año desde que asumió su cargo como presidente del BUS. También se repuso en gran medida el dinero en especie, que pasó de 2,5 millones de dólares en 1819 a 3,4 millones en 1820 y siguió aumentando hasta los 8 millones en 1821. Como consecuencia adicional, los billetes en circulación se redujeron en unos 23 millones de dólares en un lapso de cuatro años, de 1816 a 1820.
Empleando estos "procedimientos severos", Cheves colocó el banco en una base sólida a principios de 1819. Un importante crítico del Segundo Banco de los Estados Unidos durante la guerra bancaria observaría: El banco se salvó y el pueblo se arruinó.

### Culpabilidad del BUS en el Pánico
A pesar de la inepta gestión del Segundo Banco de los Estados Unidos bajo las administraciones Jones-Cheves, no fue el agente causante del Pánico de 1819 ni de sus consecuencias. Los procesos históricos que contribuyeron al pánico y a la depresión, que estaban fuera del control del banco, incluyeron las fluctuaciones del mercado europeo, la obstrucción de los numerosos bancos privados a las regulaciones federales y la ignorancia generalizada entre prestamistas y prestatarios en cuanto a los nuevos mecanismos financieros que hicieron posible la expansión del crédito y el auge de la tierra.
El papel de la banca era propiamente de contención, para suprimir automáticamente la volatilidad de los mercados financieros, pero no para evitar estos episodios de auge y caída. Si el [Segundo Banco de los Estados Unidos] hubiera sido gestionado sabiamente desde el principio, escribe el historiador George Dangerfield, no podría haber evitado el pánico; sólo podría haber modificado sus efectos.

El pánico de 1819... se vio agravado por muchos factores: la sobreexpansión del crédito durante los años de la posguerra, el colapso del mercado de las exportaciones tras la excelente cosecha de 1817 en Europa, los bajos precios de las importaciones procedentes de Europa que obligaron a los fabricantes estadounidenses a cerrar, la inestabilidad financiera resultante tanto de la excesiva expansión de la banca estatal después de 1811 como de las políticas poco acertadas del Segundo Banco de los Estados Unidos, y el desempleo generalizado. The Quest for National Identity (1971)

## Respuestas a la crisis
El presidente Monroe, interpretando la crisis económica en los estrechos términos monetarios entonces vigentes, limitó la acción gubernamental a economizar y asegurar la estabilidad fiscal. Consintió en suspender los pagos en especie a los depositantes de los bancos, sentando un precedente para el Pánico de 1837 y 1857. Aunque Monroe estaba de acuerdo en que era necesario mejorar las instalaciones de transporte, se negó a aprobar créditos para mejoras internas sin enmiendas constitucionales.
En 1821, el Congreso aprobó la Ley de Alivio para los Deudores de Tierras Públicas. La ley permitía a los deudores que debían dinero por las tierras compradas al gobierno quedarse con la parte de tierra que ya habían pagado y renunciar a la cantidad restante. Además, ampliaba el calendario de pagos en varios años, con un descuento por pago rápido. Con la excepción de los estados de Nueva Inglaterra, la mayor parte del país apoyó firmemente la medida. Muchas legislaturas estatales, especialmente en los estados rurales del oeste, aprobaron medidas de alivio adicionales para los deudores.
Otra respuesta al pánico fue la expansión monetaria, principalmente a nivel estatal. En Tennessee, Kentucky e Illinois, los bancos estatales suspendieron los pagos en especie y emitieron grandes cantidades de billetes inconvertibles. Sin embargo, la mayoría de los demás estados evitaron las políticas inflacionistas e impusieron el pago en especie. Cada estado fue testigo de un vigoroso debate sobre los méritos de cada política. Secretario del Tesoro Crawford abogaba por restringir el crédito bancario como medida para prevenir una futura crisis. La regulación bancaria se consideraba principalmente una responsabilidad estatal, y varios estados aprobaron regulaciones en los años posteriores al pánico que exigían a los bancos mantener ciertas proporciones fijas de capital para asegurar su capacidad de conversión a la especie.
Otro efecto del Pánico de 1819 fue el aumento del apoyo a los aranceles protectores para la industria estadounidense. Los proteccionistas, como el impresor de Filadelfia Mathew Carey, culparon al libre comercio de la depresión y argumentaron que los aranceles protegerían la prosperidad estadounidense. En general, el apoyo a los aranceles fue más fuerte en los estados del Atlántico medio y se opuso a los estados del sur, con muchas exportaciones.

## Impactos a largo plazo
El Pánico atrajo la atención, por primera vez, sobre cuestiones relativas a la política de alivio de la deuda, así como al alivio de los pobres. Los gobiernos municipales y estatales empezaron a abordar con mayor eficacia las cuestiones de reforma de las políticas públicas en torno a los pobres; también se creó un sistema de clasificación (sanos frente a discapacitados, temporales frente a de larga duración, etc.). La atención pública a la solución de los problemas de la pobreza condujo en consecuencia a los sistemas de educación pública.
El apoyo público volvió a ser grande para los aranceles protectores. Sin embargo, cuando se aplicó el "Arancel de las Abominaciones" en 1828, el descontento regional llevó al estallido de la Crisis de la nulidad. La Crisis se considera un "precedente crítico para la acción democrática".
En una nota más contemporánea, muchos historiadores económicos coinciden hoy en día en que el Pánico de 1819 marcó la entrada de Estados Unidos en el ciclo económico moderno.
Al Pánico de 1819 también se le ha atribuido el mérito de haber estimulado a los ciudadanos estadounidenses a emigrar al estado mexicano de Coahuila y Tejas, que más tarde se convertiría en la República de Texas, y más tarde aún en el Estado de Texas dentro de los Estados Unidos. Para 1830, más de doce mil estadounidenses habían emigrado a lo que hoy es el Estado de Texas.

## Interpretaciones económicas
Diferentes escuelas de pensamiento económico han ofrecido explicaciones sobre el Pánico de 1819.
Los economistas de la Escuela Austriaca ven la recesión nacional resultante del Pánico de 1819 como el primer fracaso de la política monetaria expansiva. Esta teoría fue expuesta por primera vez por Murray N. Rothbard, en su tesis doctoral, El pánico de 1819, publicada en 1962. Durante muchos años, éste fue el único libro sobre el tema. Esta explicación se basaba en la Teoría austriaca del ciclo económico. El Gobierno de Estados Unidos pidió un gran préstamo para financiar la Guerra de 1812, lo que provocó una tremenda presión sobre las reservas de especie de los bancos, lo que llevó a una suspensión de los pagos en especie en 1814, y luego de nuevo durante la recesión de 1819-1821, violando los derechos contractuales de los depositantes. La suspensión de la obligación de redimir estimuló en gran medida el establecimiento de nuevos bancos y la expansión de las emisiones de billetes, y esta inflación del dinero fomentó la realización de inversiones insostenibles. Pronto se hizo evidente que la situación monetaria era amenazante, y el Segundo Banco de los Estados Unidos se vio obligado a poner fin a su expansión e iniciar un doloroso proceso de contracción. Se produjo una oleada de bancarrotas, quiebras bancarias y corridas bancarias; los precios cayeron y comenzó el desempleo urbano a gran escala. En 1819, las medidas de la tierra en Estados Unidos también habían alcanzado 3 500 000 acres (14 164 km²) y muchos estadounidenses no tenían suficiente dinero para pagar sus préstamos.
Los economistas que se adhieren a la keynesiana teoría económica sugieren que el Pánico de 1819 fue la primera experiencia de la temprana República con los ciclos de auge y caída común a todas las economías modernas. Clyde Haulman, profesor de economía del College of William and Mary, sostiene que el Pánico fue causado en parte por la decisión de solicitar préstamos del Segundo Banco de los Estados Unidos. Combinado con el tema de la depresión y la sobreespeculación, el Pánico marcó el inicio de una nueva fase de la historia económica estadounidense, en la que las instituciones de mercado maduras seguirían pasando cíclicamente del auge a la quiebra.